# ماچئی رایزاخر
ماچئی رایزاخر (لهستانی: Maciej Rayzacher؛ زادهٔ ۱۰ ژانویهٔ ۱۹۴۰) بازیگر، نویسنده، صداپیشه، مشاور و فعال اپوزیسیون ضد کمونیستی در دوران جمهوری خلق لهستان است. وی دانش‌آموختهٔ رشتهٔ بازیگری در مدرسه ملی فیلم ووچ است و بابت مشارکت‌های فرهنگی-هنری‌اش برندهٔ نشان افتخار تولد لهستان و گلوریا آرتیس شده‌است.
او جزئی از تیم کارزار انتخاباتی برونیسواف کاموروفسکی در سال‌های ۲۰۱۰ و ۲۰۱۵ بود و مدتی عضو شورای شهر ورشو بود.
از فیلم‌هایی که وی در آن‌ها نقش داشته‌است، می‌توان به مرد مرمرین و تدی خرسه اشاره نمود.